# Chris Von Erich
Chris Adkisson, känd under namnet Chris Von Erich född 30 september 1969, död 12 september 1991, var en amerikansk fribrottare. Hans fyra äldre bröder David, Kerry, Kevin och Mike var också fribrottare. De var söner till fribrottaren Fritz Von Erich.
Chris Von Erich begick självmord, 21 år gammal och hann därför inte uträtta mycket inom sporten. Han hade höga förväntningar att leva upp till, eftersom Von Erich-familjen var så känd inom wrestlingen.